# ИСУ-152
ИСУ-152 (Объект 241) — советская тяжёлая самоходно-артиллерийская установка (САУ) периода Второй мировой войны. В названии машины буква «И», в дополнение к стандартному советскому обозначению «СУ» — самоходная установка, означает «на базе танка ИС». САУ того же калибра под названием СУ-152 выпускалась на другой танковой базе. Индекс 152 означает калибр основного вооружения машины.
Разработана конструкторским бюро опытного завода № 100 в июне — октябре 1943 года и принята на вооружение Рабоче-крестьянской Красной армии (РККА) 6 ноября того же года. Тогда же началось её серийное производство на Челябинском Кировском заводе (ЧКЗ), продолжавшееся до 1946 года. Весной 1945 к производству подключился Ленинградский Кировский завод (ЛКЗ), собравший некоторое количество машин до 1947 года. Внешне ленинградские САУ отличались неподвижной бронировкой орудия — она не имела характерных рёбер по краям, боковины были более дутыми. На части машин она крепилась болтами снаружи, а не изнутри. ИСУ-152 широко применялись на завершающем этапе Великой Отечественной войны, практически во всех аспектах использования самоходной артиллерии. Помимо РККА, ИСУ-152 состояли на вооружении армий Польши и Чехословакии, единичные трофейные машины использовались вермахтом и ВС Финляндии. Известна только одна фотография (датированная 1944 г.) с ИСУ-152, используемой армией Финляндии.
В послевоенный период ИСУ-152 прошли модернизацию и долго состояли на вооружении Советской армии. Они также поставлялись для оснащения египетских вооружённых сил. Переданные Египту самоходки принимали участие в арабо-израильских вооружённых конфликтах на Ближнем Востоке. Участвовали в Шестидневной войне в виде неподвижных огневых точек, закопанных в песок по надгусеничные полки. В Египет поставлялись немодернизированные варианты, однако на них была установлена система ПНВ с ИК-прожектором, смонтированном попарно с фарой в защитной корзине слева от орудия. Начиная с середины 1970-х годов, ИСУ-152 были сняты с вооружения Советской армии и заменены более современными САУ; некоторое количество уцелевших от разрезки на металл машин сейчас служат памятниками и экспонатами в музеях различных стран мира.
Жаргонное название ИСУ-152 — «Зверобой». В вермахте её называли «Dosenöffner» (с нем. — «консервный нож»).

## История создания
Работы по созданию САУ ИСУ-152 начались в июне 1943 года в конструкторском бюро опытного завода № 100 в Челябинске в связи с окончательным решением о замене в производстве тяжёлого танка КВ-1с новым перспективным танком ИС-1.
Однако, на базе танка КВ выпускалось тяжёлое штурмовое орудие СУ-152, потребность в котором действующей армии была чрезвычайно высока (в отличие от потребности в тяжёлых танках КВ). Отличные боевые качества СУ-152 послужили основанием для создания её аналога на базе танка ИС-1.
Разработка ИСУ-152 велась под руководством Жозефа Яковлевича Котина, главного разработчика всей советской линейки тяжёлых танков. Главным конструктором ИСУ-152 был Г. Н. Москвин. На ранних стадиях проект новой САУ обозначался как ИС-152. В октябре 1943 года был построен первый прототип, «Объект 241». Он успешно прошёл заводские и государственные испытания; 6 ноября 1943 года постановлением Государственного комитета обороны № ГОКО-4504сс новая САУ была принята на вооружение РККА под окончательным названием ИСУ-152. В том же месяце началось серийное производство ИСУ-152 на ЧКЗ. В декабре 1943 года СУ-152 и ИСУ-152 ещё выпускались на ЧКЗ совместно, а со следующего месяца ИСУ-152 полностью заместила свою предшественницу СУ-152 на сборочных линиях.
Ввиду большой загруженности ЧКЗ выпуском тяжёлых танков ИС-2 бронекорпуса для самоходок ИСУ поставлял Уральский завод тяжёлого машиностроения (УЗТМ).
В процессе производства в конструкцию ИСУ-152 вносились незначительные изменения, направленные на повышение боевых и эксплуатационных качеств и снижение себестоимости машины. Во второй половине 1944 года был введён новый сварной нос корпуса из катаных бронеплит вместо одной цельнолитой детали, толщину бронемаски орудия увеличили с 60 до 100 мм. Также на САУ стали устанавливать 12,7-мм зенитный крупнокалиберный пулемёт ДШК и увеличили ёмкость внутренних и наружных топливных баков. Радиостанция 10Р была заменена на улучшенный вариант 10РК.

### Опытные прототипы: СУ-152-М (ИС-152 № 1) и ИС-152, «Объект 241»
Планируемая замена тяжёлого танка КВ-1с перспективным танком прорыва ИС-85 потребовала и перевода СУ-152 на перспективную базу. Но этим работы над совершенствованием САУ не ограничивались. Ещё до боевого дебюта СУ-152 у неё был выявлен ряд серьёзных недостатков. В этой связи, 25 мая 1943 года распоряжением по заводу № 100 конструкторская группа самоходной артиллерии приступила к модернизации машины. Группу возглавляли Г. Н. Москвин и прикомандированный к ней Н. В. Курин, имеющий большой опыт в создании самоходных артиллерийских установок. Совместно с заказчиком были выработаны расширенные тактико-технические требования на модернизированный образец тяжёлой САУ, который на тот момент в документах обозначался как СУ-152-М. Согласно первоисточникам они включали в себя следующее:

Разработка тяжёлого самохода СУ-152-М ведётся на замену самохода КВ-14.
1) для самохода использовать шасси и МТО танка «Объект 237»;
2) основное вооружение сохранить в виде 152-мм самоходной пушки МЛ-20С обр. 1942 г., имеющей внутреннюю баллистику гаубицы-пушки указанного калибра обр. 37 г.;
3) необходимо дополнить пушечное вооружение тяжёлого самохода оборонительным пулемётом кругового обстрела калибра 7,62-мм или зенитным пулемётом калибра 12,7-мм;
4) увеличить толщину брони лобового листа корпуса до 90—100 мм;
5) обзорность увеличить применением нескольких смотровых приборов типа Mk-IV на поворотном основании;
6) улучшить вентиляцию боевого отделения введением дополнительного вентилятора или предусмотреть продувку ствола орудия после выстрела…

Завершение проекта планировалось к 1 июля 1943 года, но группа справилась с заданием раньше срока, в конце июня была начата постройка опытного образца, под названием ИС-152.
Однако в дальнейшем наступает неясность — новые танки ИС-85, КВ-85 и САУ ИС-152 были показаны в Кремле руководству страны во главе с И. В. Сталиным, однако, в мемуарах участников событий и располагаемых архивных документах отсутствуют точная дата этого смотра и точный список присутствовавших. Называется день 31 июля 1943 года, но согласно документам ЧКЗ тогда танки КВ-85 и ИС-85 находились на испытаниях. Историк М. Н. Свирин предполагает проведение показа 31 августа, а группа авторов многочисленных публикаций на бронетанковую тематику под руководством полковника И. Г. Желтова — 8 сентября. Также не ясно, какая САУ показывалась руководству. Предполагается, что это была опытная САУ ИС-152, но существует фотография, на которой запечатлён И. В. Сталин в Кремле на самоходке, внешне идентичной с СУ-152. Возможно, что руководству показывался модернизированный образец СУ-152, на котором были опробованы усовершенствования, предполагаемые к внедрению на ИС-152.
Так или иначе, но упомянутым выше постановлением ГКО № 4043сс от 4 сентября 1943 года именно САУ ИС-152 принималась на вооружение наряду с КВ-85 и ИС-85, но по документам ЧКЗ она оказалась значительно дороже серийной СУ-152. В течение сентября — октября 1943 года производилось совершенствование конструкции САУ ИС-152, был построен второй опытный образец: Объект 241 на базе танка ИС, который по стоимости оказался сравнимым с серийной СУ-152. Он был принят к серийному производству 6 ноября 1943 года как ИСУ-152.

## Сравнительные характеристики САУ: СУ-152 и ИСУ-152

### Таблица сравнительных параметров
| САУ:                                     | СУ-152                                  | ИСУ-152                                 |
| ---------------------------------------- | --------------------------------------- | --------------------------------------- |
| Базовый танк:                            | КВ-1с                                   | ИС-1, ИС-2                              |
| Масса, т                                 | 45-45,5                                 | 45,5-46,0                               |
| Длина корпуса, мм                        | 6750                                    | 6770                                    |
| Длина с пушкой, мм                       | 8950                                    | 9050-9180                               |
| Ширина, мм                               | 3250                                    | 3070                                    |
| Высота, мм                               | 2450                                    | 2480                                    |
| Клиренс, мм                              | 440                                     | 460-470                                 |
| Элементы бронирования:                   | толщина, мм/уклон, градусы              | толщина, мм/уклон, градусы              |
| Лоб корпуса (верх)                       | 60/70°                                  | 90/60°                                  |
| Лоб корпуса (низ)                        | 60/30                                   | 90/30°                                  |
| Борт корпуса (верх)                      | 60/0°                                   | 75/15°                                  |
| Борт корпуса (низ)                       | 60/0°                                   | 90/0°                                   |
| Корма корпуса (верх)                     | 60/?°                                   | 60/49°                                  |
| Корма корпуса (низ)                      | 60/0°                                   | 60/41°                                  |
| Днище, впереди (сзади)                   | 30(20)                                  | 20                                      |
| Крыша корпуса                            | 30                                      | 30                                      |
| Лоб рубки                                | 75/30°                                  | 90/30°                                  |
| Скула рубки                              | 60/25°                                  | 75/15°                                  |
| Борт рубки                               | 60/25°                                  | 75/15°; (60/15°)                        |
| Корма рубки                              | 60/10°                                  | 60/0°                                   |
| Крыша рубки                              | 20                                      | 30                                      |
| Маска орудия                             | 60-65                                   | 100; (120)                              |
| Боекомплект пушки, штук                  | 20                                      | 21                                      |
| Углы ВН                                  | −5°/ +18°                               | −3°/ +20°                               |
| Углы ГН                                  | 12°                                     | 10°                                     |
| Прицелы:                                 | телескопический СТ-10, + панорама Герца | телескопический СТ-10, + панорама Герца |
| Марка двигателя                          | Дизель-мотор: В-2К                      | Дизель-мотор: В-2-ИС                    |
| Мощность двигателя максимальная, л. с.   | 600                                     | 520                                     |
| Мощность двигателя номинальная, л. с.    | 550                                     | ..                                      |
| Мощность двигателя эксплуатационная, л.с | 500                                     | ..                                      |
| Удельная мощность, л. с./т               | 13,2                                    | 11,3-11,4                               |
| Удельное давление на грунт, кг/см²       | 0,81-0,85                               | 0,81-0,82                               |
| Скорость по шоссе максимальная, км/ч     | 43                                      | 35                                      |
| Скорость по пересечённой местности, км/ч | 30                                      | 10-15                                   |
| Запас хода по шоссе, км                  | 165-330                                 | 220                                     |
| Запас хода по пересечённой местности, км | 165                                     | 140; (145—200)                          |
| Преодолеваемый подъём                    | 36°                                     | 36°                                     |
| Преодолеваемая стенка, м                 | 1,2                                     | 1,9                                     |
| Преодолеваемый ров, м                    | 2,5                                     | 2,5                                     |
| Преодолеваемый брод, м                   | 0,9                                     | 1,3-1,5                                 |

## Серийное производство
6 ноября 1943 года постановлением Государственного комитета обороны новая САУ была принята на вооружение РККА под окончательным названием ИСУ-152. В том же месяце началось серийное производство ИСУ-152 на Челябинском Кировском заводе (ЧКЗ). В декабре 1943 года СУ-152 и ИСУ-152 ещё выпускались на ЧКЗ совместно, а со следующего месяца ИСУ-152 полностью заместила свою предшественницу СУ-152 на сборочных линиях.
В процессе производства в конструкцию ИСУ-152 вносились незначительные изменения, направленные на повышение боевых и эксплуатационных качеств и снижение себестоимости машины.
Ввиду большой загруженности ЧКЗ выпуском тяжёлых танков ИС-2 бронекорпуса для самоходок ИСУ поставлял Уральский завод тяжёлого машиностроения (УЗТМ).
В связи с нехваткой стволов гаубиц-пушек МЛ-20С с апреля 1944 года начался серийный выпуск САУ ИСУ-122, отличавшихся от ИСУ-152 только установленной артиллерийской системой (соответственно прицелом, боекомплектом и тенденциями в боевом применении) — вместо МЛ-20С в бронекорпус монтировались 121,92-мм пушки А-19С, которые в то время находились в избытке на складах вооружений.
Во второй половине 1944 года был введён новый сварной нос корпуса из катаных бронеплит вместо одной цельнолитой детали, толщину бронемаски орудия увеличили с 60 до 100 мм. Также на САУ стали устанавливать 12,7-мм зенитный крупнокалиберный пулемёт ДШК и увеличили ёмкость внутренних и наружных топливных баков. Радиостанция 10Р была заменена на улучшенный вариант 10РК.
В конце 1944 года на САУ стали устанавливать 12,7-мм зенитный крупнокалиберный пулемёт ДШК. С января 1945 года уже все установки выпускались с этими пулемётами.
| Год          | Производитель   | январь | февраль | март  | апрель | май   | июнь  | июль  | август | сентябрь | октябрь | ноябрь | декабрь | Всего |
| ------------ | --------------- | ------ | ------- | ----- | ------ | ----- | ----- | ----- | ------ | -------- | ------- | ------ | ------- | ----- |
| 1943         | ЧКЗ (Челябинск) |        |         |       |        |       |       |       |        |          |         | 5      | 30      | 35    |
| 1944         | ЧКЗ (Челябинск) | 50     | 75      | 175   | 130    | 135   | 130   | 135   | 100    | 100      | 100     | 100    | 110     | 1340  |
| 1945         | ЧКЗ (Челябинск) | 110    | 100     | 100   | 95     | 95    | 95    | 100   | 80     | 75       | 85      | 100    | 65      | 1100  |
| 1945         | ЛКЗ (Ленинград) |        |         |       | 5      | 5     | 5     | 10    | 10     | 15       | 15      | 15     | 20      | 100   |
| Всего в 1945 | Всего в 1945    | 110    | 100     | 100   | 100    | 100   | 100   | 110   | 90     | 90       | 100     | 115    | 85      | 1200  |
| 1946         | ЛКЗ (Ленинград) |        |         |       |        |       |       |       |        |          |         |        |         | 200   |
| 1947         | ЛКЗ (Ленинград) |        |         |       |        |       |       |       |        |          |         |        |         | 50    |
| Итого        | Итого           | Итого  | Итого   | Итого | Итого  | Итого | Итого | Итого | Итого  | Итого    | Итого   | Итого  | Итого   | 2825  |

## Описание конструкции

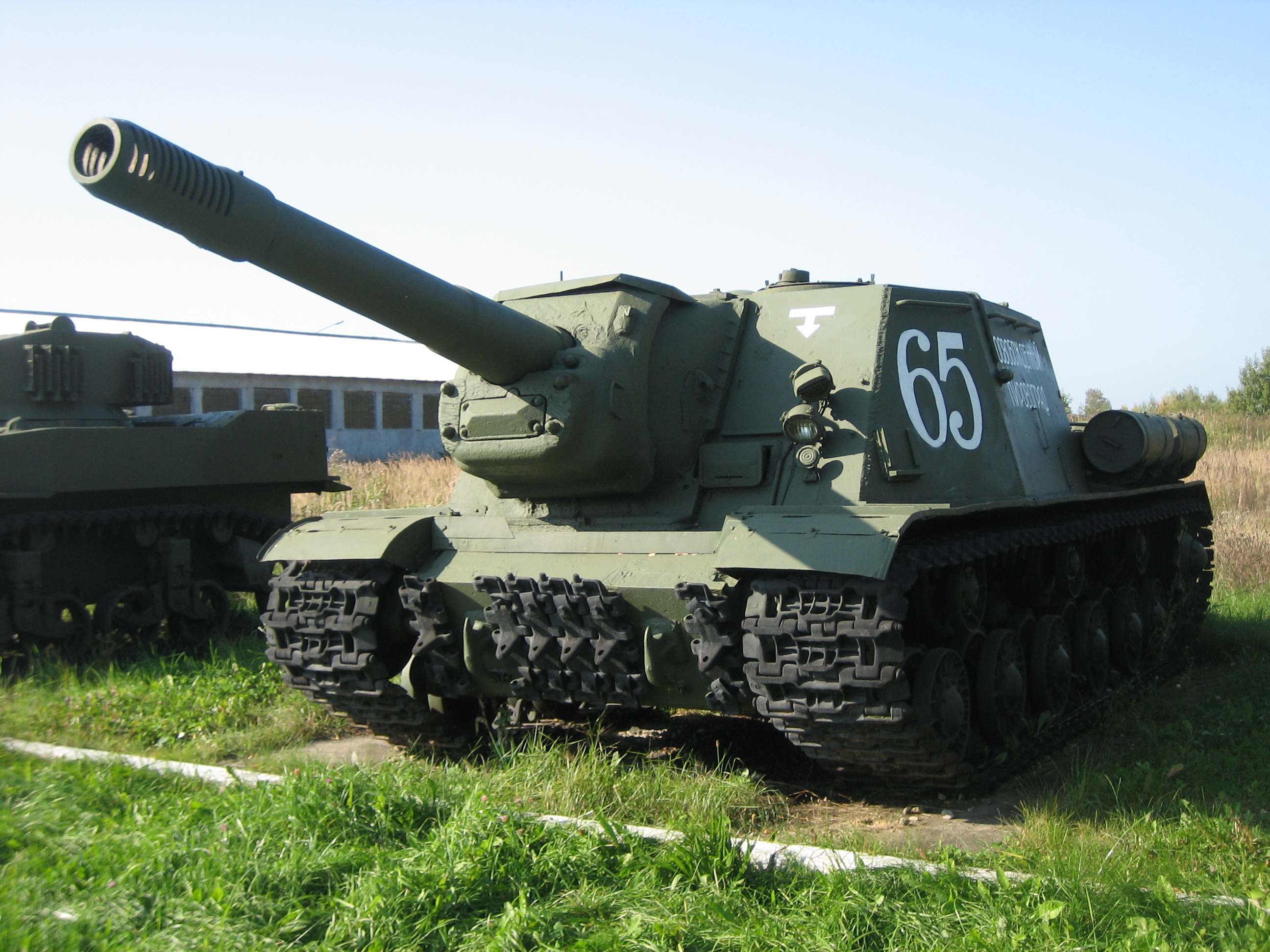
ИСУ-152 в музее бронетанковой техники, Кубинка

ИСУ-152 имела ту же компоновку, что и все другие серийные советские САУ того времени (за исключением СУ-76). Полностью бронированный корпус был разделён на две части. Экипаж, орудие и боезапас размещались впереди в броневой рубке, которая совмещала боевое отделение и отделение управления. Двигатель и трансмиссия были установлены в корме машины.

### Броневой корпус и рубка

Экипаж ИСУ-152:
1 — механик-водитель;
2 — командир;
3 — наводчик;
4 — замковый;
5 — заряжающий.

Броневой корпус самоходной установки сваривался из катаных броневых плит толщиной 90, 75, 60, 30 и 20 мм. На машинах первых серий лобовая часть корпуса представляла собой броневую отливку; впоследствии, по мере наличия более стойкой катаной брони, конструкцию лобовой части корпуса заменили на сварную. Броневая защита дифференцированная, противоснарядная. Броневые плиты рубки устанавливались под рациональными углами наклона. По сравнению с предыдущей моделью САУ того же класса и назначения — СУ-152, — бронекорпус ИСУ-152 отличался несколько большей высотой (поскольку он не обладал такой глубокой посадкой, как у машин серии КВ) и бо́льшим объёмом броневой рубки за счёт уменьшения углов наклона скуловых и бортовых бронеплит. Связанное с этим некоторое уменьшение защищённости было компенсировано утолщением брони этих частей рубки. По сравнению с СУ-152 больший объём рубки обеспечивал лучшие условия работы экипажа. Основное вооружение — 152,4-мм гаубица-пушка МЛ-20С — монтировалось в установке рамного типа справа от осевой линии машины. Противооткатные устройства орудия защищались неподвижным литым броневым кожухом и подвижной литой сферической бронемаской, которая также выполняла функции уравновешивающего элемента.
Три члена экипажа располагались слева от орудия: впереди механик-водитель, затем наводчик, и сзади — заряжающий. Командир машины и замковый находились справа от орудия. Посадка и выход экипажа производились через прямоугольный двухстворчатый люк на стыке крышевого и заднего листов броневой рубки и через круглый люк справа от орудия. Круглый люк слева от орудия не предназначался для посадки-выхода экипажа, он требовался для вывода наружу удлинителя панорамного прицела. Корпус также имел днищевой люк для аварийного покидания экипажем самоходки и ряд мелких лючков для погрузки боекомплекта, доступа к горловинам топливных баков, другим узлам и агрегатам машины. Люк аварийного покидания экипажа, имевший круглую форму, располагался по левой стороне корпуса за вторым торсионом. «Мелкие лючки» располагались следующим образом: лючки для доступа к элементам трансмиссии: за первым торсионом справа, за третьим торсионом справа, 2 лючка слева за четвёртым торсионом, по двум сторона борта за пятым торсионом, у правой звёздочки. Лючок для заливки масла в элементы трансмиссии — за 3 торсионом слева по ходу. Люк для погрузки боеприпасов располагался на левом борту ИСУ-152 за третьим поддерживающим катком на уровне грязеочистителя. На ИСУ-152К устанавливалась фигурная (с вырезами) 20 мм бронепластина на днище перед звёздочками.

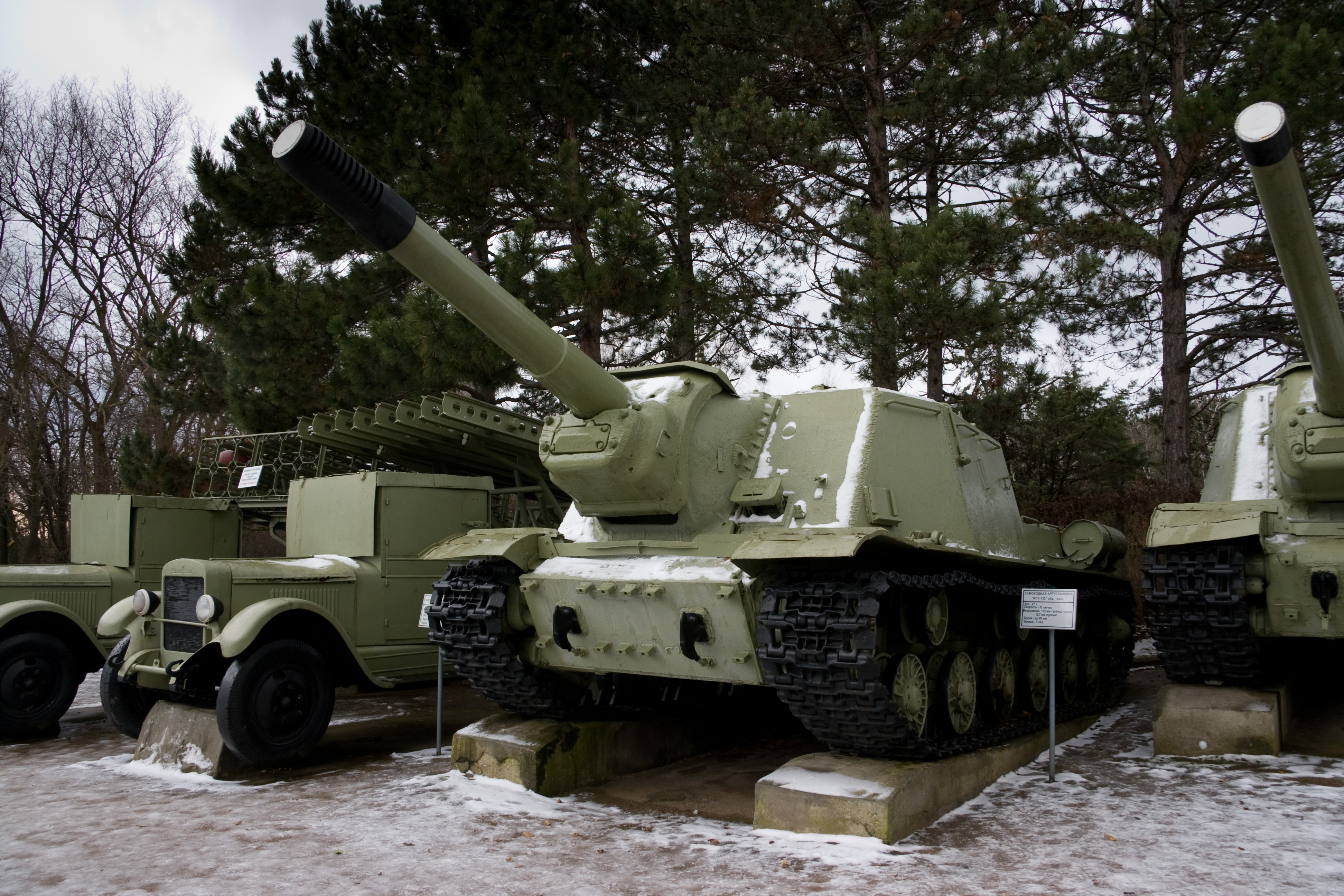
ИСУ-152 в Музее на Сапун-горе, Севастополь

### Вооружение
Основным вооружением ИСУ-152 являлась 152-мм гаубица-пушка МЛ-20С обр. 1937/43 гг. (Индекс ГРАУ — 52-ПС-544С). Орудие монтировалось в рамке на лобовой бронеплите рубки и имело вертикальные углы наводки от −3° до +20°, сектор горизонтальной наводки составлял 10°. Высота линии огня составляла 1,8 м; дальность прямого выстрела — 800—900 м по цели высотой 2,5—3 м, дальность выстрела прямой наводкой — 3800 м, наибольшая дальность стрельбы — 6200 м. Выстрел производился посредством электрического или ручного механического спуска.
Боекомплект орудия составлял 21 выстрел раздельного заряжания. Снаряды укладывались вдоль обоих бортов рубки, заряды — там же, а также на днище боевого отделения и на задней стенке рубки. По сравнению с ассортиментом боеприпасов буксируемых орудий МЛ-20, боекомплект ИСУ-152 был существенно менее разнообразен. В его состав входили:
- бронебойно-трассирующий остроголовый снаряд 53-БР-540 массой 48,8 кг, начальная скорость 600 м/с;
- осколочно-фугасный пушечный снаряд 53-ОФ-540 массой 43,56 кг, начальная скорость 655 м/с на полном заряде.

Вместо бронебойно-трассирующих снарядов 53-БР-540 могли применяться бронебойно-трассирующие тупоголовые снаряды с баллистическим наконечником 53-БР-540Б (с начала 1945 года).
Для разрушения железобетонных ДОТов в боекомплект мог вводиться бетонобойный пушечный снаряд 53-Г-545. Номенклатура метательных зарядов также была существенно уменьшена — она включала в себя специальный заряд 54-Ж-545Б под бронебойный снаряд и полный заряд 54-ЖН-545 под осколочно-фугасный снаряд. В принципе, гаубица-пушка МЛ-20С могла стрелять всеми типами снарядов и зарядов от своего буксируемого варианта МЛ-20. Однако в наставлениях и таблицах стрельбы для ИСУ-152 времён Великой Отечественной войны значатся только указанные выше боеприпасы. Это не исключает возможности стрельбы другими типами боеприпасов в то время, но документальных подтверждений такой стрельбы в виде тогдашних отчётов, наставлений и нормативных документов нет. Этот момент составляет пока ещё не до конца исследованный вопрос и часто становится причиной споров на военно-тематических форумах. С другой стороны, в послевоенное время, когда акцент использования ИСУ-152 сместился от штурмового орудия в сторону самоходной гаубицы, возможность стрельбы всем ассортиментом боеприпасов от буксируемой МЛ-20 становится существенно более вероятной.
С начала 1945 года на ИСУ-152 устанавливался крупнокалиберный зенитный 12,7-мм пулемёт ДШК с открытым или зенитным прицелом К-8Т на турельной установке на правом круглом люке командира машины. Боекомплект к ДШК составлял 250 патронов.
Для самообороны экипаж имел два автомата (пистолет-пулемёта) ППШ или ППС с боекомплектом 1491 патрон (21 диск) и 20 ручных гранат Ф-1.
| Номенклатура боеприпасов |                |               |                   |              |                    |                                 |                                     |
| Индекс выстрела          | Индекс снаряда | Индекс заряда | Масса снаряда, кг | Масса ВВ, кг | Масса выстрела, кг | Начальная скорость снаряда, м/с | Максимальная дальность стрельбы, км |
| Кумулятивные             |                |               |                   |              |                    |                                 |                                     |
| 3ВБП2                    | 53-БП-540      | 4Ж6           | 27,67             | 5,6          | 41                 | 680                             | 3                                   |
| Бронебойные              |                |               |                   |              |                    |                                 |                                     |
| 53-ВБР-545               | 53-БР-540      | 54-Ж-545Б     | 48,8              | 0,66         | 64                 | 600                             | 4                                   |
| 53-ВБР-545Б              | 53-БР-540Б     | 54-Ж-545Б     | 46,5              | 0,48         | 64                 | 600                             | 4                                   |
| Осколочные               |                |               |                   |              |                    |                                 |                                     |
| 53-ВО-545А               | 53-О-530А      | 54-ЖН-545     | 40                | 5,31         | 56                 | 670                             | 11,8                                |
| 53-ВО-545АУ              | 53-О-530А      | 54-ЖН-545У    | 40                | 5,31         | 52                 | 441                             | 7,8                                 |
| Осколочно-фугасные       |                |               |                   |              |                    |                                 |                                     |
| 53-ВОФ-545Г              | 53-ОФ-530      | 54-ЖН-545     | 40                | 5,83         | 56                 | 670                             | 11,8                                |
| 53-ВОФ-545ГУ             | 53-ОФ-530      | 54-ЖН-545У    | 40                | 5,83         | 52                 | 441                             | 7,8                                 |
| 53-ВОФ-545               | 53-ОФ-540      | 54-ЖН-545     | 43,56             | 5,86         | 60                 | 655                             | 12,8                                |
| 53-ВОФ-545У              | 53-ОФ-540      | 54-ЖН-545У    | 43,56             | 5,86         | 55                 | 425                             | 7,8                                 |

### Двигатель
ИСУ-152 оснащалась четырёхтактным V-образным 12-цилиндровым дизельным двигателем В-2-ИС мощностью 520 л. с. (382 кВт). Пуск двигателя обеспечивался инерционным стартером с ручным и электрическим приводами или сжатым воздухом из двух резервуаров в боевом отделении машины. Электроприводом инерционного стартера являлся вспомогательный электродвигатель мощностью 0,88 кВт. Дизель В-2ИС комплектовался топливным насосом высокого давления НК-1 со всережимным регулятором РНК-1 и корректором подачи топлива. Для очистки поступающего в двигатель воздуха использовался фильтр типа «Мультициклон». Также в моторно-трансмиссионном отделении устанавливались подогревающие устройства для облегчения пуска двигателя в холодное время года. Они также могли быть использованы для подогрева боевого отделения машины. ИСУ-152 имела три топливных бака, два из которых располагались в боевом отделении, и один — в моторно-трансмиссионном. Самоходка также оснащалась четырьмя наружными дополнительными топливными баками, не связанными с топливной системой двигателя.

### Трансмиссия
САУ ИСУ-152 оснащалась механической трансмиссией, в состав которой входили:
- многодисковый главный фрикцион сухого трения «стали по феродо»;
- четырёхступенчатая коробка передач с демультипликатором (8 передач вперёд и 2 назад);
- два бортовых двухступенчатых планетарных механизма поворота с многодисковым блокировочным фрикционом сухого трения «сталь по стали» и ленточными тормозами;
- два двухрядных комбинированных бортовых редуктора.

Все приводы управления трансмиссией — механические. По сравнению с предыдущей моделью тяжёлой САУ СУ-152, новым элементом трансмиссии являлись планетарные механизмы поворота. Применение этого узла позволило поднять общую надёжность трансмиссии в целом, которая как раз была самым существенным недостатком танков серии КВ и машин на его базе.

### Ходовая часть

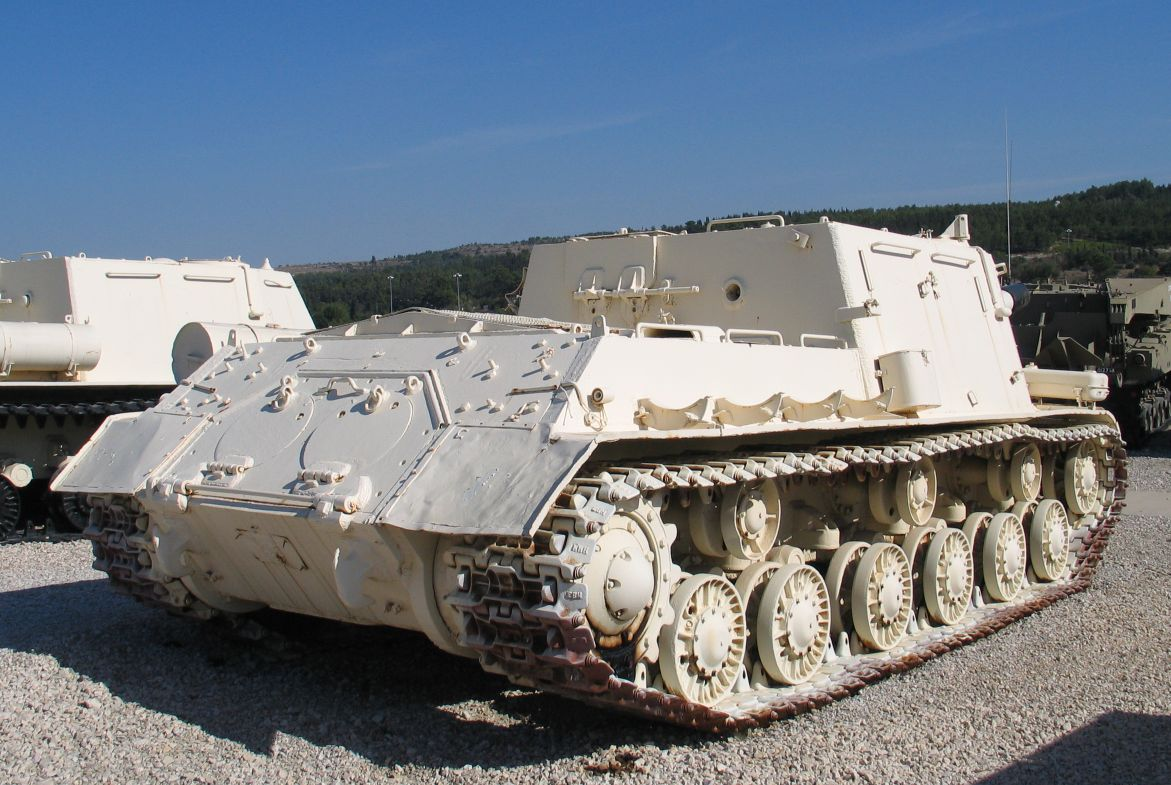
ИСУ-152 в израильском музее бронетанковых войск Yad la-Shiryon (Латрун), вид сзади справа. Хорошо видны элементы ходовой части машины

Подвеска у ИСУ-152 индивидуальная торсионная для каждого из 6 цельнолитых двускатных опорных катков малого диаметра по каждому борту. Напротив каждого опорного катка к бронекорпусу приваривались ограничители хода балансиров подвески. Ведущие колёса со съёмными зубчатыми венцами цевочного зацепления располагались сзади, а ленивцы были идентичны опорным каткам. Верхняя ветвь гусеницы поддерживалась тремя малыми цельнолитыми поддерживающими катками по каждому борту; эти катки были заимствованы от конструкции самоходной установки СУ-152. Механизм натяжения гусеницы — винтовой; каждая гусеница состояла из 86 одногребневых траков шириной 650 мм. Траки могли различаться наличием отверстия облегчения яйцеобразной формы по середине гребня каждого трака (данные траки устанавливались на военные машины поздних серий, этот тип был характерен и для ИС-3).

### Электрооборудование
Электропроводка в САУ ИСУ-152 была однопроводной, вторым проводом служил бронекорпус машины. Источниками электроэнергии (рабочие напряжения 12 и 24 В) были генератор П-4563А с реле-регулятором РРА-24Ф мощностью 1 кВт и две последовательно соединённые аккумуляторные батареи марки 6-СТЭ-128 общей ёмкостью 128 А·ч. Потребители электроэнергии включали в себя:
- наружное и внутреннее освещение машины, приборы подсветки прицелов и шкал измерительных приборов;
- наружный звуковой сигнал и цепь сигнализации от десанта к экипажу машины;
- контрольно-измерительные приборы (амперметр и вольтметр);
- электроспуск гаубицы-пушки;
- средства связи — радиостанция и танковое переговорное устройство;
- электрика моторной группы — электродвигатель инерционного стартера, бобины свечей зимнего пуска двигателя и т. д.

### Средства наблюдения и прицелы
Все люки для входа и высадки экипажа, а также люк артиллерийской панорамы имели перископические приборы Mk IV для наблюдения за окружающей обстановкой изнутри машины (всего 3 штуки). Механик-водитель в бою вёл наблюдение через смотровой прибор с триплексом, который защищался броневой заслонкой. Этот смотровой прибор устанавливался в бронированном люке-пробке на лобовой бронеплите рубки слева от орудия. В спокойной обстановке этот люк-пробка мог быть выдвинут вперёд, обеспечивая механику-водителю более удобный непосредственный обзор с его рабочего места.
Для ведения огня ИСУ-152 оснащались двумя орудийными прицелами — телескопическим СТ-10 для стрельбы прямой наводкой и панорамой Герца для стрельбы с закрытых позиций. Телескопический прицел СТ-10 был градуирован на прицельную стрельбу на расстоянии до 900 м. Однако дальность выстрела гаубицы-пушки МЛ-20С составляла до 13 км, и для стрельбы на расстояние свыше 900 м (как прямой наводкой, так и с закрытых позиций) наводчику приходилось использовать второй, панорамный прицел. Для обеспечения обзора через верхний левый круглый люк в крыше рубки панорамный прицел комплектовался специальным удлинителем. Для обеспечения возможности огня в тёмное время суток шкалы прицелов имели приборы подсветки.

### Средства связи
Средства связи включали в себя радиостанцию 10Р (или 10РК) и переговорное устройство ТПУ-4-БисФ на 4 абонента.
Радиостанции 10Р или 10РК представляли собой комплект из передатчика, приёмника и умформеров (одноякорных мотор-генераторов) для их питания, подсоединяемых к бортовой электросети напряжением 24 В.
10Р представляла собой симплексную ламповую гетеродинную коротковолновую радиостанцию, работающую в диапазоне частот от 3,75 до 6 МГц (длины волн от 50 до 80 м). На стоянке дальность связи в телефонном (голосовом) режиме достигала 20—25 км, в движении она несколько уменьшалась. Бо́льшую дальность связи можно было получить в телеграфном режиме, когда информация передавалась телеграфным ключом азбукой Морзе или иной дискретной системой кодирования. Стабилизация частоты осуществлялась съёмным кварцевым резонатором, плавная подстройка частоты отсутствовала. 10Р позволяла вести связь на двух фиксированных частотах; для их смены использовался другой кварцевый резонатор из 15 пар в комплекте радиостанции.
Радиостанция 10РК являлась технологическим улучшением предыдущей модели 10Р, она стала проще и дешевле в производстве. У этой модели появилась возможность плавного выбора рабочей частоты, число кварцевых резонаторов было уменьшено до 16. Характеристики по дальности связи значительных изменений не претерпели.
Танковое переговорное устройство ТПУ-4-БисФ позволяло вести переговоры между членами экипажа САУ даже в сильно зашумленной обстановке и подключать шлемофонную гарнитуру (головные телефоны и ларингофоны) к радиостанции для внешней связи.

## Серийные и модернизированные варианты

### Серийные варианты
- ИСУ-152 на базе танка ИС 1943 года выпуска имела цельно литую, монолитную лобовую часть корпуса;
- ИСУ-152 на базе танка ИС 1944 года выпуска имела лобовую часть корпуса, сваренную из двух катаных бронеплит. Этот вариант самоходки отличался увеличенной толщиной бронемаски орудия, с 60 до 90 мм, и более вместительными топливными баками.

С начала 1945 года ИСУ-152 стали оснащаться 12,7-мм зенитным пулемётом ДШК. Ряд ранее выпущенных машин также получил этот пулемёт в ходе ремонта.

### Модернизированные варианты
Высокие боевые и эксплуатационные качества ИСУ-152, а также некоторая стагнация в развитии советской ствольной самоходной артиллерии в конце 1950-х годов (сказывалось увлечение руководства армии и страны ракетной техникой) привели к решению произвести модернизацию оставшихся в строю машин этой марки. Модернизация проводилась по двум направлениям:
- ИСУ-152М (прототип имел обозначение Объект 241М);
- ИСУ-152К (прототип имел обозначение Объект 241К).

В программу обеих послевоенных модернизаций ИСУ-152 входили:
- установка прибора ночного видения и инфракрасного прожектора;
- замена двигателя В-2ИС на более современный В-54;
- увеличение боекомплекта с 20 до 30 выстрелов;
- замена прицелов и телекоммуникационного оборудования (радиостанция и переговорное устройство) на более современные.

На модернизированные машины устанавливались гусеничные подкрылки по образцу танка ИС-2М, дополнительные топливные баки и бревно для самовытаскивания в корме машины. Поэтому по своему внешнему виду модернизированные ИСУ-152М и ИСУ-152К заметно отличались от исходного варианта самоходки.
Отличия ИСУ-152К:
1. Вместо вентиляторной системы обдува радиаторов применена эжекционная система.
2. Установлена другая система обогрева охлаждающей жидкости.
3. Изменены радиаторы, топливные баки, масляный бак, отдельные элементы систем силовой установки.
4. Установлены новые воздухоочистители.
5. Изменена конструкция крыши силового отделения, рубки и перегородки силового отделения, внесены изменения в устройство подкрылков и крыльев.
6. Введён новый прицел ПС-10 вместо СТ-10, изменена конструкция командирской башенки.
7. Внесены изменения в установочные узлы орудия, стопоры орудия и прицелы (в частности добавлено кольцо вокруг прицела на маске орудия, служит для защиты от погодных условий и снижения блика от солнца).
8. Увеличен боекомплект и изменено размещение боеприпасов внутри БО.
9. Изменено размещение зенитного пулемёта и введён дополнительный третий люк на крыше рубки.
10. Внесены изменения в конструкцию передней коробки передач.
11. Установлено противопожарное оборудование автоматического действия.
12. Внесены изменения в конструкцию днища, установлена кормовая дополнительная бронировка и бронировка люков обслуживающих ходовую часть (различались от серии выпуска).
13. Использовались траки от Т-10, имелась возможность установки расширяющих пластин в отверстия в траке для движения по слабым грунтам.
14. Установлены новые ящики по бортам для возимого имущества (как следствие крепления ЗИП с корпуса убраны).
15. Новое расположение баков для топлива попарно на изменённой корме.
16. Модернизации подвергались оба типа ИСУ, ранние со сварным и катанным носом (различна конструкция навесного оборудования).
17. На некоторых моделях устанавливалось дополнительное бронирование верха подвижной части бронемаски (усилено 15 мм бронепластиной).

### Машины на базе ИСУ-152

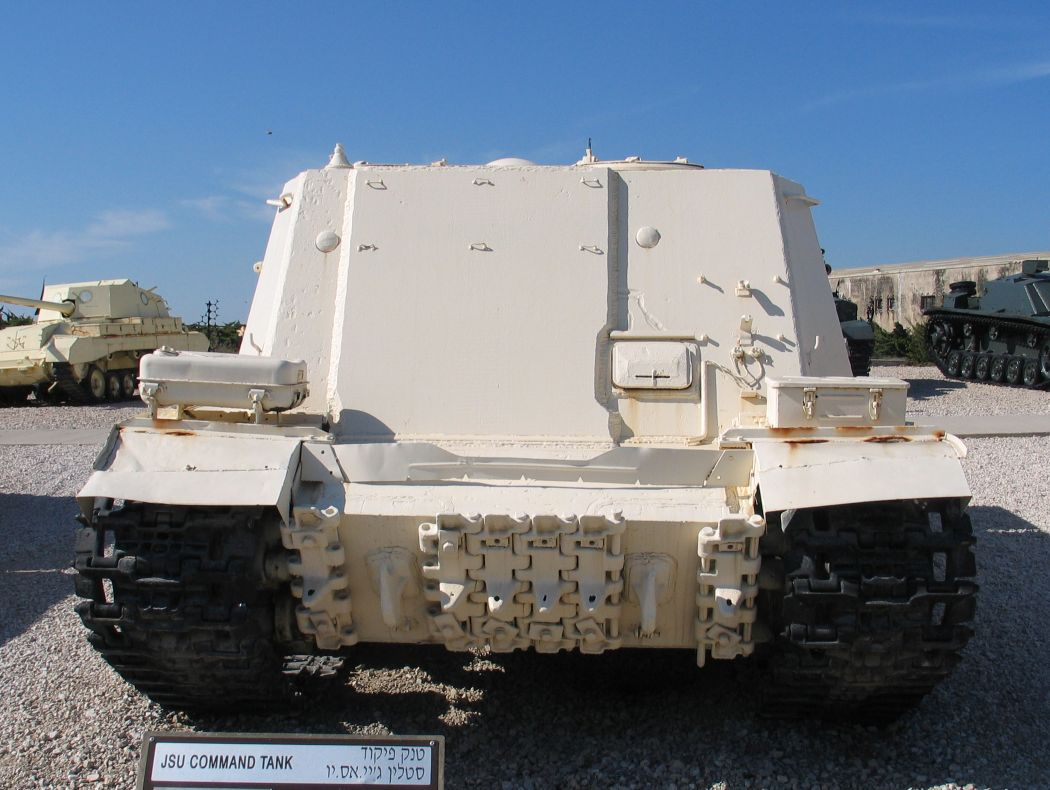
Штабная машина (БТТ-1) на базе ИСУ в израильском музее Yad la-Shiryon

После окончания Великой Отечественной войны шасси ИСУ-152 (а также ИСУ-122) послужило базой в процессе разработки самоходных артиллерийских систем большой и особой мощности, пусковых установок тактических ракет. Разоружённые ИСУ-152 и ИСУ-122 с заваренной орудийной амбразурой в лобовом листе рубки, под названием ИСУ-Т использовались как танковые тягачи, штабные машины, передвижные артиллерийские наблюдательные посты. Некоторое количество таких машин было передано гражданским ведомствам для использования в качестве тягачей или транспортов в труднопроходимой местности. На железных дорогах СССР небольшое количество разоружённых ИСУ-152 использовались, и используются, в восстановительных поездах в качестве кантователей или тягачей при аварийных ситуациях. Имеются даже неподтверждённые сведения о наличии нескольких таких машин в инвентарном парке ОАО «РЖД».

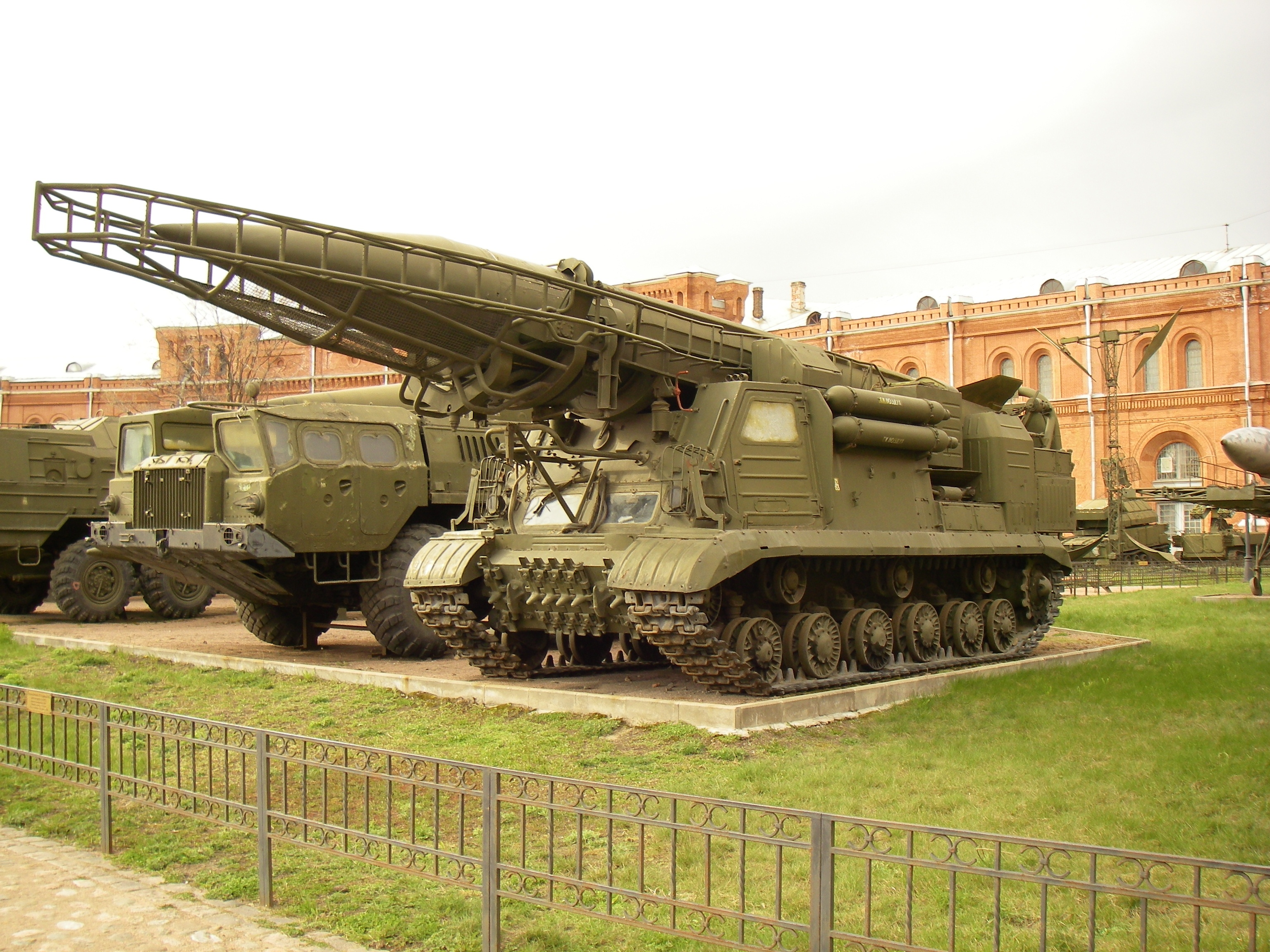
Пусковая установка 2П19 ракетного комплекса 9К72 «Эльбрус» на базе ИСУ-152К в Артиллерийском музее Санкт-Петербурга

На той же базе строились танковые тягачи БТТ-1 с расширенной функциональностью по сравнению с ИСУ-Т. К корпусу БТТ-1 приваривались демпферы для толкания аварийного танка с помощью бревна, сзади машина оборудовалась сошниками, платформой над моторно-трансмиссионным отделением и разборной стрелой ручного крана грузоподъёмностью до трёх тонн. Вместо орудия и боекомплекта в рубке размещалась мощная лебёдка с приводом от коробки отбора мощности от главного двигателя машины. Вариант БТТ-1Т вместо лебёдки оснащался комплектом такелажного оборудования.
Также на базе ИСУ-152 были созданы экспериментальные машины известные, как ИСУ-152БМ (большой мощности)
- ИСУ-152-1 (объект 246) c пушкой БЛ-8,
- ИСУ-152-2 (объект 247) c пушкой БЛ-10.

В Финляндии на базе захваченной ИСУ-152 (с бортовым номером 1212) была создана БРЭМ. С машины демонтировали вооружении и установили буксировочное оборудование.

## Боевое применение
ИСУ-152 в целом удачно сочетала в себе три главные боевые роли: созданное как тяжёлое штурмовое орудие, установка, тем не менее, применялась и как истребитель танков, а в редких случаях её могли использовать и как самоходную гаубицу.
Безвозвратные потери ИСУ-152 в 1944 году:
| январь-февраль | март | апрель | май | июнь | июль | август | сентябрь | октябрь | ноябрь | декабрь | Всего |
| 0              | 19   | 29     | 2   | 39   | 49   | 72     | 23       | 118     | 3      | 15      | 369   |
| -------------- | ---- | ------ | --- | ---- | ---- | ------ | -------- | ------- | ------ | ------- | ----- |

На 1 января 1945 года в войсках имелось 974 ИСУ-152, из них 545 во фронтовых частях, на 4 октября — 948, на 10 декабря благодаря продолжавшемуся выпуску — 1471, на 17 ноября 1947 — 1910.
Помимо Второй мировой войны, ИСУ-152 использовались при подавлении Венгерского восстания 1956 года, где они ещё раз подтвердили свою огромную разрушительную мощь. Особенно эффективным было использование ИСУ-152 в роли мощнейшей «противоснайперской винтовки» для уничтожения скрывавшихся в жилых домах Будапешта снайперов повстанцев, наносивших значительный урон советским войскам. Иной раз только наличия самоходки поблизости было достаточно, чтобы обитатели дома в страхе за свою жизнь и имущество выдворяли из него засевших там снайперов или бутылкометателей.
В арабо-израильских войнах ИСУ-152 использовались в основном, как стационарные огневые точки по берегам Суэцкого канала, и мало чем себя проявили в руках египетских войск. Некоторое количество этих машин было захвачено израильской армией.
Самоходки применялись для расчистки завалов и расстрела бетонных строений при ликвидации последствий аварии на Чернобыльской АЭС.

### ИСУ-152 как тяжёлое штурмовое орудие

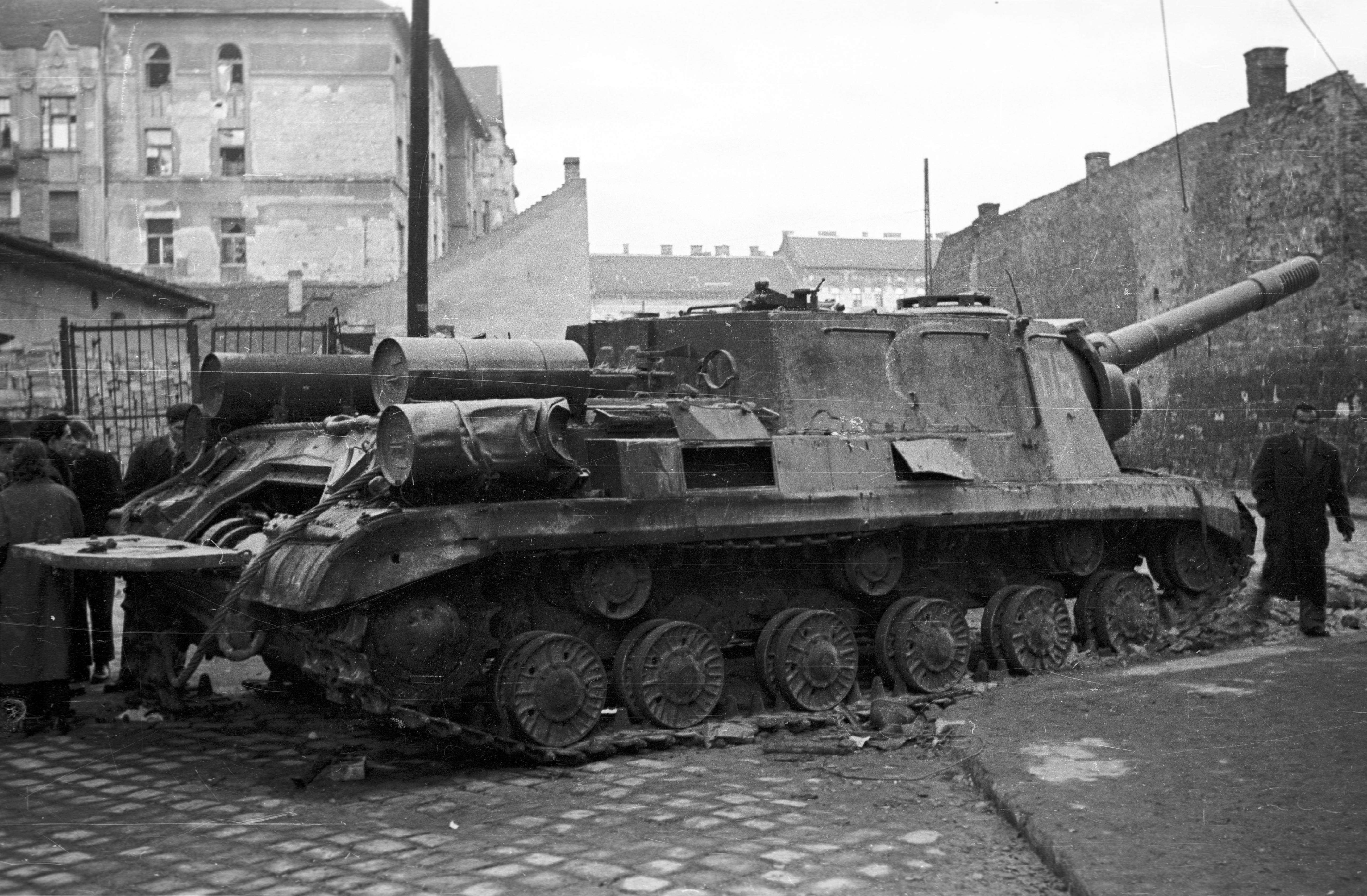
Брошенная ИСУ-152 на улице Будапешта, 1956 год

Основным использованием ИСУ-152 была огневая поддержка наступающих танков и пехоты. 152-мм гаубица-пушка МЛ-20С имела мощный осколочно-фугасный снаряд ОФ-540 массой 43,56 кг, снаряжённый 6 кг тротила (тринитротолуола, ТНТ). Эти снаряды были очень эффективны как против неукрытой пехоты (с установкой взрывателя на осколочное действие), так и против укреплений, таких как ДОТы и траншеи (с установкой взрывателя на фугасное действие). Одного попадания такого снаряда в обычный городской дом средних размеров было достаточно для уничтожения всего живого внутри.
ИСУ-152 были особо востребованы в городских боях, таких как штурмы Берлина, Будапешта или Кёнигсберга. Хорошее бронирование самоходки позволяло ей выдвигаться на дистанцию выстрела прямой наводкой для уничтожения вражеских огневых точек, тогда как для обычной буксируемой артиллерии это было смертельно опасно из-за вражеского пулемётного и прицельного снайперского огня.
Чтобы уменьшить потери от огня «фаустников» (немецких солдат, вооружённых «панцершреками» или «фаустпатронами»), в городских боях ИСУ-152 использовались по одной-две самоходки вместе с пехотным отделением (штурмовой группой) для их защиты. Обычно штурмовая группа включала снайпера (или, как минимум, просто меткого стрелка), автоматчиков и иногда ранцевого огнемётчика. Крупнокалиберный пулемёт ДШК на ИСУ-152 был эффективным оружием для уничтожения «фаустников», скрывающихся на верхних этажах зданий, за завалами и баррикадами. Умелое взаимодействие между экипажами самоходок и приданными бойцами-пехотинцами позволяло достичь поставленных целей с наименьшими потерями; в противном случае атакующие машины могли быть очень легко уничтожены «фаустниками».
Известный танкист и автор мемуаров Д. Ф. Лоза
так характеризует ИСУ-152 в этой роли:

Незадолго до этого гитлеровцы начали обстрел «Эмча», стоящих под арками, из противотанковой пушки, которую ночью затащили на верхний этаж одного из домов, что севернее Ратуши. Её огнём были повреждены гусеницы двух танков. Надо было срочно принимать меры, иначе большинство боевых машин восточнее Ратуши, университета и парламента могут пострадать от огня этого орудия, а если сменить их позиции, то мы лишимся нескольких кварталов. Вызвал командира батареи ИСУ-152 и приказал ему немедленно подавить вражескую огневую точку. Самоходка, шлёпая по асфальту широкими гусеницами, заняла позицию на одной из улиц, выходящей на юго-восточную сторону площади. То самое любопытство, которое сгубило больше девственниц, чем любовь, потащило нас на улицу посмотреть, как самоходчики одним снарядом разнесут на куски немецких артиллеристов с их пушкой. Танкисты и десантники расположились возле «зверобоя» и стали ждать… Я и сейчас, вспоминая те минуты, не могу простить себе, командиру с немалым боевым опытом, допущенную ошибку. Зачем разрешил эти «смотрины»? За них пришлось уплатить высокую цену.
Венские улочки, разбегавшиеся в разные стороны от центральной площади, не широкие. Красивые дома с венецианскими окнами высятся по их обеим сторонам. Грохнул выстрел крупнокалиберной пушки самоходки. Резко колыхнулся воздух. Полтора этажа дома вместе с вражеским противотанковым орудием и его прислугой рухнуло на землю. А в нашем расположении от мощной воздушной волны выстрела с треском лопнули толстые стёкла в домах, находившихся рядом с самоходной установкой. Их тяжёлые осколки посыпались на головы «зрителей», в результате были ранены руки и спины у десяти человек, а у двоих сломаны ключицы. Благо танкисты были в шлемах, десантники — в касках, и головы остались целы!

### ИСУ-152 как истребитель танков

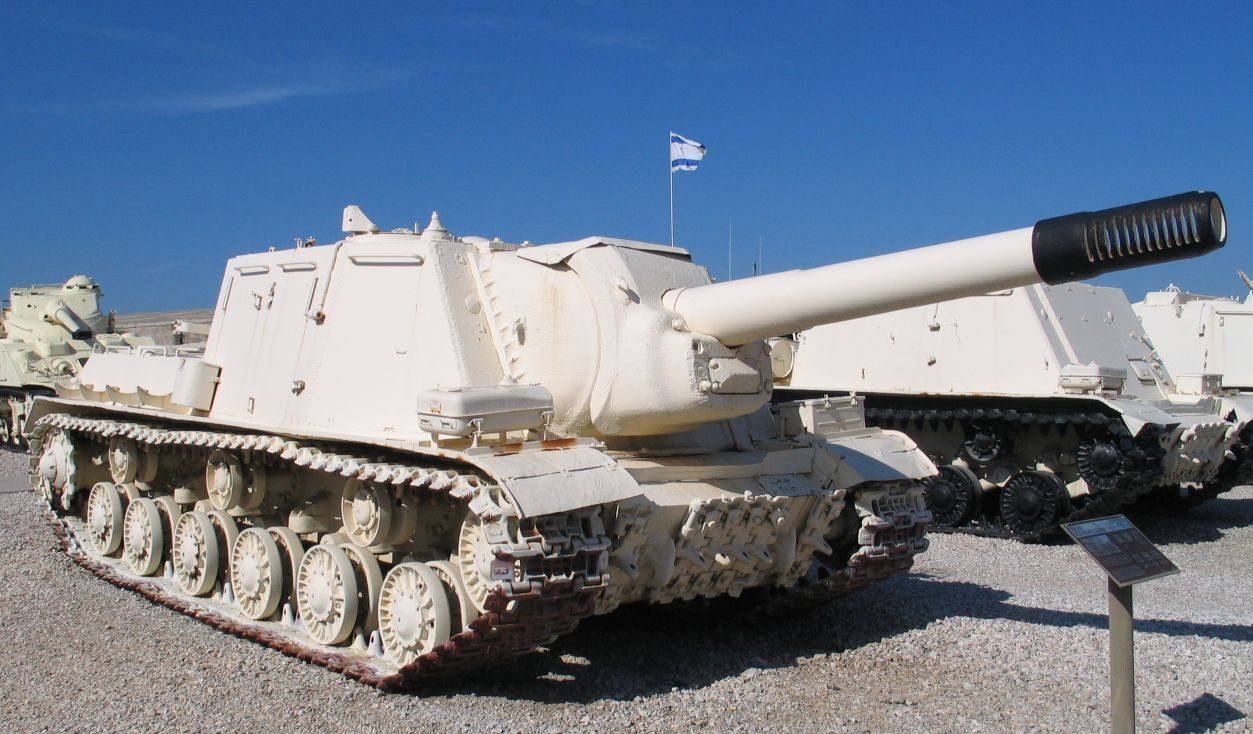
ИСУ-152 в израильском музее Yad la-Shiryon

ИСУ-152 могла также успешно выступать в роли истребителя танков, хотя существенно уступала специализированным истребителям танков, которые вооружались противотанковыми пушками. В этом качестве она унаследовала прозвище «Зверобой» от своей предшественницы СУ-152. Для поражения бронецелей предназначался бронебойный снаряд БР-540 массой 48,9 кг с начальной скоростью 600 м/с, попадание БР-540 в любую из проекций любого серийного танка вермахта было очень разрушительным, шанс уцелеть после него был ничтожно мал. Выдержать попадание такого снаряда могла в некоторых случаях только лобовая броня противотанковых САУ Ferdinand.
Уместно заметить, что ИСУ-152 не была настоящим истребителем танков; у неё был низкий темп стрельбы по сравнению с «настоящими» истребителями танков, такими как немецкая «Ягдпантера» или отечественная СУ-100 (их темп стрельбы достигал 5—8 выстрелов в минуту, хотя и на короткий промежуток времени). С другой стороны, тщательная маскировка, быстрая смена огневых позиций и использование ИСУ-152 группами по 4—5 машин частично компенсировали недостаток скорострельности. Кроме того, в 1944—1945 годах в Красной армии уже появилось достаточное количество специализированных истребителей танков типов СУ-85, СУ-100 и ИСУ-122, поэтому боевые столкновения ИСУ-152 с вражеской бронетехникой были уже не такими частыми, как у СУ-152 в 1943 году, когда последняя была единственным советским мощным противотанковым средством. ИСУ-152 старались больше использовать в качестве штурмового орудия, поскольку её огневая мощь существенно превосходила любые другие советские танки и САУ.
Ещё одна цитата из мемуаров Д. Ф. Лозы:

Сложившуюся ситуацию следует немедленно переломить, и, слава богу, в моих руках было эффективное средство — самоходки. С командиром батареи старшим лейтенантом Яковом Петрухиным мы подробно обсудили план действий. Договорились о том, что установки, используя дальнобойность и огневую мощь своих 152-мм орудий, выбивают в первую очередь наступающие «Пантеры», а потом добивают ранее подбитых. Особое внимание командира батареи я обратил на скрытность выхода самоходок на огневые позиции, который будут прикрывать экипажи «Шерманов», ведя огонь, главным образом, на отвлечение немецких танкистов.
Яков Петрухин выбрал два очень удобных места для стрельбы, где каменные заборы прикрывали корпуса машин от неприятельских бронебойных снарядов.
С нашей стороны по всей восточной линии усилился огонь. «Эмчисты» старались не позволить гитлеровцам выйти на центральную площадь, заперев их в прилегающих к ней улицах, а также прикрыть выход самоходок на огневые позиции.
Как медленно тянется время, когда в схватке с врагом ждёшь решающей минуты, способной переломить ход боя. Вот он, долгожданный миг! Два громоподобных выстрела ударили по барабанным перепонкам, выбив стёкла в окнах рядом стоящих домов.
«Второе венское зрелище» оказалось не менее впечатляющим… На одной из «Пантер», что уже почти выползла на площадь, от удара крупнокалиберного бетонобойного снаряда снесло башню. Второй тяжёлый танк вспыхнул огромным костром. А ИСУ-152 тут же покинули позиции. Немецкие танки спешно стали пятиться назад, оставив без поддержки пехоту, которая тут же разбежалась по дворам и переулкам.

Против танков мог использоваться и осколочно-фугасный снаряд ОФ-540 с хорошими результатами. Д. Ф. Лоза кратко характеризует такую возможность так: «Но огромного грохота не было. Конечно, может, если такое чудище, как ИСУ-152 врежет — услышишь! И башню вместе с головами снесёт».

### ИСУ-152 как самоходная гаубица
ИСУ-152 весьма нечасто, но использовались как самоходные гаубицы для стрельбы с закрытых позиций. Красная армия не имела специализированных машин для этой цели, подобных немецкому Hummel, американскому Howitzer Motor Carriage M7 или английскому Sexton. Танковые и механизированные части Красной армии были хорошо оснащены буксируемой артиллерией, но буксируемые орудия были уязвимы на марше, и они не могли поддержать танки и мотопехоту при быстром продвижении внутрь вражеской обороны. В этой роли ИСУ-152 использовались и для артподготовок. Максимальная дистанция огня у ИСУ-152 составляла около 13 км, несмотря на ограниченный 20° угол возвышения орудия. Однако возможности по стрельбе с закрытых позиций сильно ограничивались низкой скоростью загрузки снарядов. Кроме того, в отличие от буксируемого варианта орудия МЛ-20, которое имело угол возвышения 65°, ИСУ-152 не могла вести огонь по навесным траекториям с высокой крутизной. Это существенно снижало область применения данной машины в качестве самоходной гаубицы.
Стрельба ИСУ-152 с закрытых позиций также является предметом споров на военно-тематических форумах. По документам достоверно установлено два факта такого использования САУ, есть и фотография ведущей огонь ИСУ-152 с закрытых позиций с уложенными рядом с самоходкой боеприпасами. Ещё несколько свидетельств найдено в источниках мемуарного характера. Вполне вероятно, что помимо этих случаев такое практиковалось ещё не раз, поскольку фронтовые отчёты и фотодокументы содержат только часть сведений о боевом использовании машин. Однако их малое количество свидетельствует о том, что использование ИСУ-152 в качестве самоходной гаубицы в Великую Отечественную войну было редким явлением.
Тем не менее, в послевоенное время аспекты боевого применения ИСУ-152 стали смещаться от штурмового орудия в сторону самоходной гаубицы. Получившие массовое распространение новые танки типов Т-55 и Т-62 имели более высокую тактическую и оперативную мобильность, чтобы тяжёлые тихоходные ИСУ могли успешно их сопровождать в наступлении. Броня ИСУ-152 уже не была достаточной против новых противотанковых средств, а новые 100-мм и 115-мм пушки танков Т-55 и Т-62 имели неплохую мощность осколочно-фугасного снаряда против полевых укреплений противника. В условиях стагнации развития советской ствольной самоходной артиллерии, благодаря бурному развитию ракетных вооружений, ИСУ-152 сохранялись, как штурмовые орудия для городских боёв и стали использоваться как самоходные гаубицы, где требования защищённости и оперативной мобильности были не столь критичны.

## Оценка машины
В целом ИСУ-152 являлась довольно успешным образцом универсальной тяжёлой самоходно-артиллерийской установки. Отмеченные выше в разделе Боевое применение особенности и долгая служба машины в Советской армии служат этому дополнительным подтверждением.
Броня ИСУ-152 была вполне адекватной для поздней стадии Второй мировой войны. Лобовые 90-мм бронеплиты, наклонённые под углом 30°, уверенно защищали машину от наиболее распространённой немецкой 75-мм противотанковой пушки Pak 40 на дистанциях свыше 800 м. ИСУ-152 была лёгкой в ремонте; часто подбитые врагом самоходки через пару дней ремонта в полевых условиях возвращались в строй. После устранения «детских болезней» машина ИСУ-152 зарекомендовала себя очень надёжной и неприхотливой самоходкой; она легко осваивалась необученными экипажами.
Однако, помимо достоинств, ИСУ-152 имела и недостатки. Самым большим из них был малый возимый боекомплект в 21 выстрел. Более того, погрузка нового боекомплекта была трудоёмкой операцией, иной раз занимая более 40 минут. Это было следствием большой массы снарядов, как следствие, от заряжающего требовалась большая физическая сила и выносливость. Телескопический прицел СТ-10 был отградуирован на стрельбу на дистанции до 900 м, тогда как орудие позволяло вести стрельбу прямой наводкой на дистанции свыше 3,5 км. Поэтому при точной стрельбе на дальность свыше 900 м наводчик вынужден был использовать менее удобный панорамный прицел. Иным способом решения этой проблемы была концентрация огня нескольких самоходок в желаемую точку. Недостаточная точность компенсировалась огневой мощью. Попадание осколочно-фугасного снаряда в близкую окрестность сильнобронированной цели зачастую выводило её из строя даже без пробития брони (взрывной волной и осколками повреждались орудие, ходовая часть, прицельные приспособления цели). Стрельба мощными осколочно-фугасными снарядами по бронецелям была вполне обычным явлением, поскольку в боекомплекте 13 выстрелов из 20 были именно осколочно-фугасными. Остальные 7 были бетоно- или бронебойными.
Компактная компоновка позволила уменьшить общий размер машины, что благоприятно сказалось на её заметности на поле боя. Однако эта же компоновка вынудила разместить топливные баки внутри боевого отделения. В случае их пробития у экипажа существовал большой риск сгореть заживо. Однако эта опасность несколько снижалась худшей по сравнению с бензином воспламеняемостью дизельного топлива и наличием тетрахлорного огнетушителя. Во фронтовых сводках нередко отмечалось, что загоревшиеся машины на базе тяжёлого танка ИС (в том числе и ИСУ-152) легко поддаются тушению огня.
Сравнение ИСУ-152 с другими САУ различных стран того периода провести весьма затруднительно из-за отсутствия аналогов по комбинации тактического применения, массы машины и её вооружения. Длинноствольным орудием калибра 150—155 мм оснащались только легкобронированные самоходные гаубицы Hummel (Германия) и Gun Motor Carriage M12 (США) на базе средних танков, которые не были ни противотанковыми САУ, ни штурмовыми орудиями. В категории по массе 45—50 т существует только немецкий истребитель танков «Ягдпантера», который не был одновременно ещё и штурмовым орудием. Немецкие штурмовые орудия, выполнявшие также противотанковые функции, StuG III и StuG IV были существенно легче ИСУ-152 по вооружению и массе, а также слабее бронированы. Штурмовой танк (на самом деле САУ) StuPz IV «Brummbär» был также легче по массе и оснащался короткоствольным 150-мм орудием, его противотанковые возможности были существенно ограничены. В некоторой степени аналогом ИСУ-152 можно считать немецкий «Ягдтигр», также имевший весьма мощную пушку калибром 128 мм и чрезвычайно сильное бронирование. С другой стороны, немецкая САУ всё же имела ярко выраженную противотанковую направленность; кроме того, по массе она превосходила ИСУ-152 в 1,7 раза. Бронетанковая техника Второй мировой войны США и Великобритании вообще не имела серийных образцов тяжёлых самоходно-артиллерийских установок.

## Организация
ИСУ-152 вместе с СУ-152 и ИСУ-122 использовались в отдельных тяжёлых самоходно-артиллерийских полках (ОТСАП). С мая 1943 года по 1945 год таких частей было сформировано 53 полка.
Каждый ОТСАП имел 21 самоходку в составе 4 батарей по 5 машин плюс САУ командира полка. Командир полка обычно имел звание полковника или подполковника, командиры батарей — звание капитана или старшего лейтенанта. Командиры самоходок и механики-водители, как правило, были лейтенантами или младшими лейтенантами. Остальные члены экипажа по штатному расписанию были сержантского или рядового состава. ОТСАП обычно имел в своём составе несколько небронированных машин обеспечения и поддержки — грузовиков, джипов или мотоциклов.
Начиная с декабря 1944 года начали формироваться гвардейские тяжёлые самоходно-артиллерийские бригады для обеспечения тяжёлой огневой поддержки танковых армий. Их организация была заимствована у танковых бригад, количество машин в обоих случаях было одинаковым — 65 самоходок или танков соответственно.
За проявленную доблесть при освобождении белорусских городов 8 ОТСАП были удостоены их почётных наименований, а ещё три полка были награждены орденом Боевого Красного Знамени.

## Сохранившиеся экземпляры

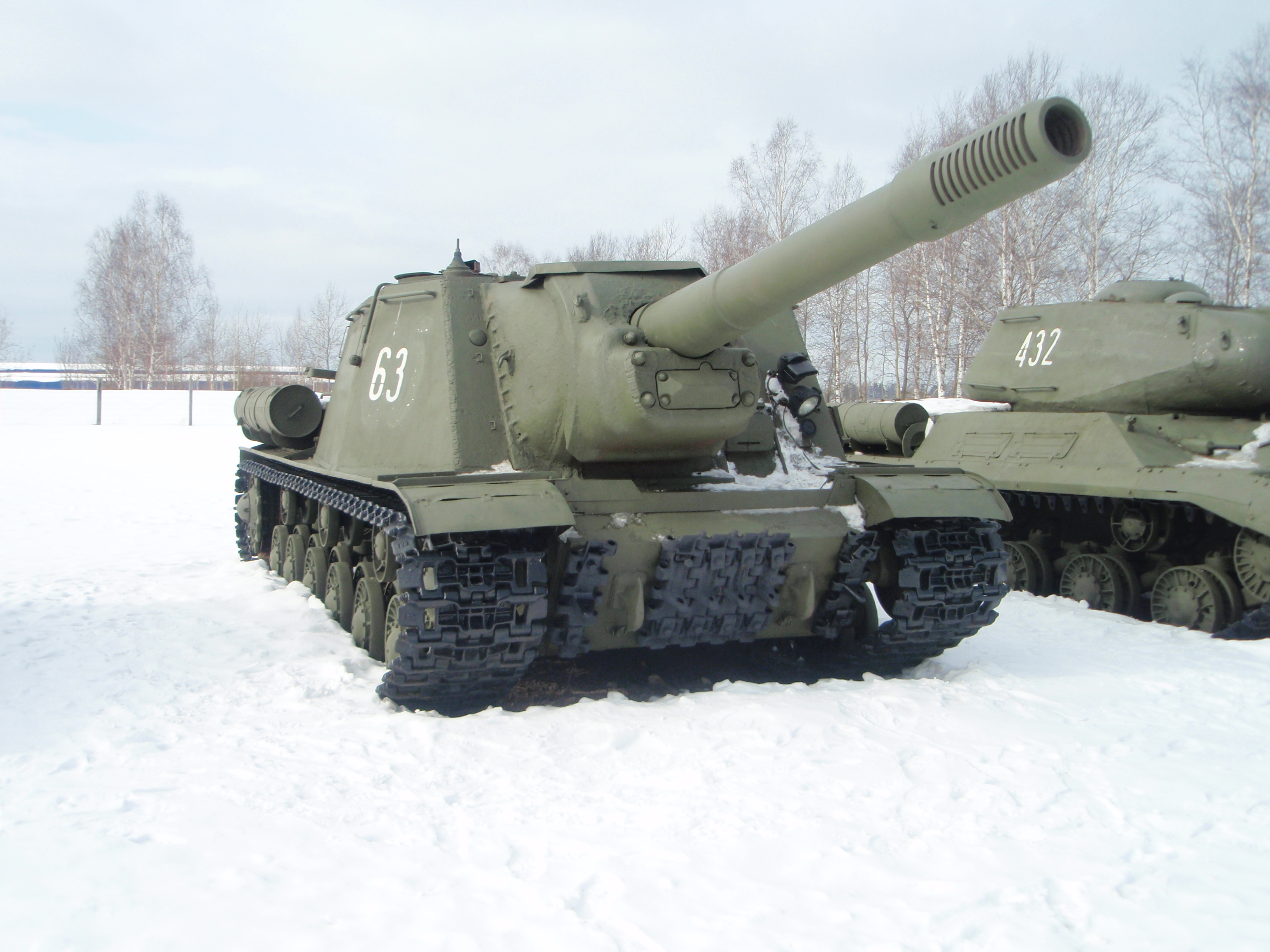
ИСУ-152 в Бронетанковом музее в Кубинке

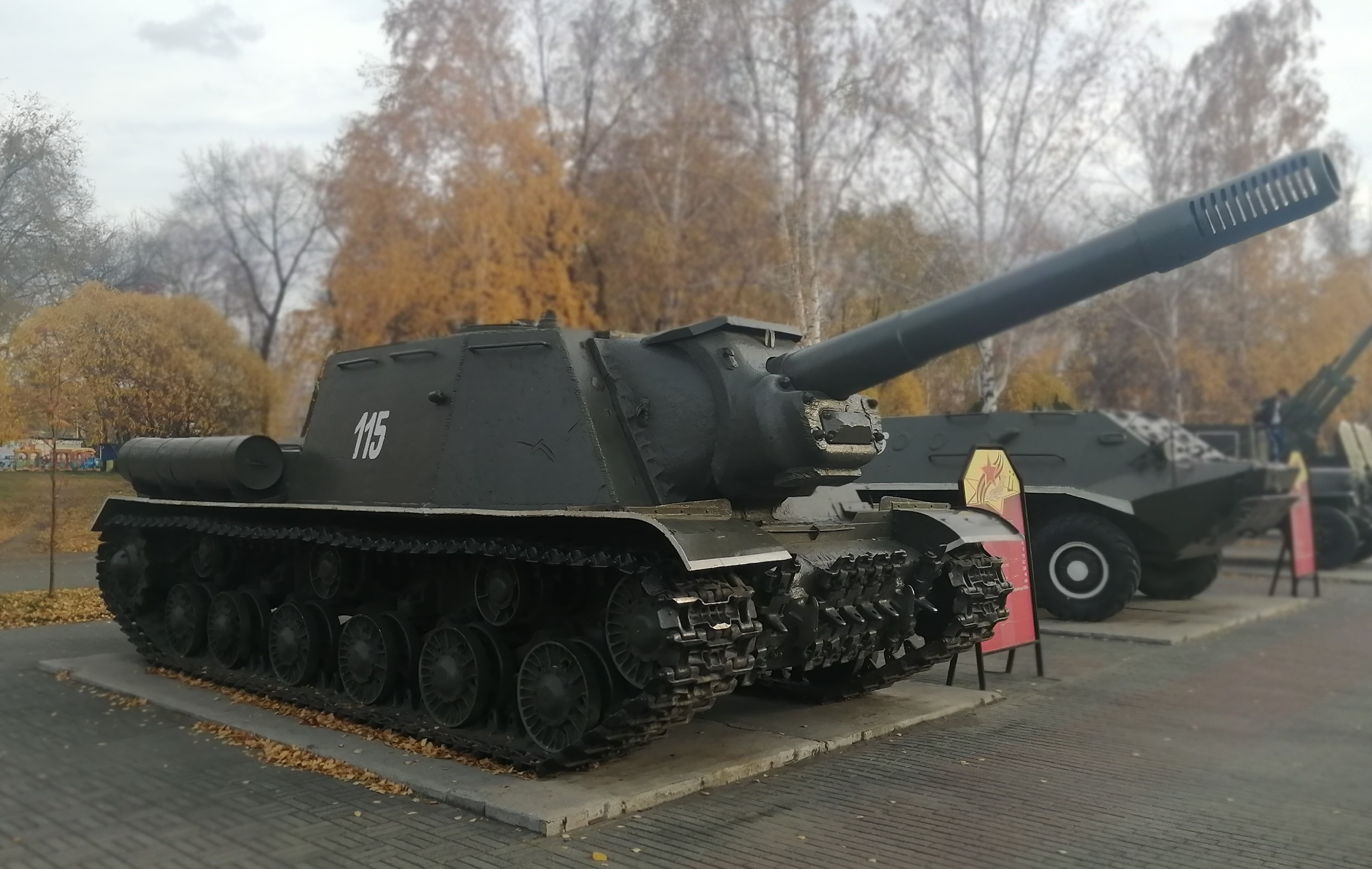
ИСУ-152 в городе Челябинск, ЧТЗ сад Победы

Многие ИСУ-152 пережили Великую Отечественную войну и стали экспонатами музеев или самоходками-памятниками. ИСУ-152 присутствует в экспозициях:
- Музей техники Вадима Задорожного
- Наро-Фоминск — Памятник Героям-танкистам
- Скирманово - мемориал «Курган памяти»
- Новосибирск — Монумент Славы
- Бронетанковый музей в Кубинке
- Тольятти-Парковый комплекс истории техники имени К. Г. Сахарова
- Тверь — в парке Победы
- Казахстан. Костанайская область, Костанай. Восстановительный поезд.
- Музей боевой и трудовой славы в г. Саратов
- Военно-исторический музей артиллерии, инженерных войск и войск связи в Санкт-Петербурге
- Центральный музей Вооружённых Сил в Москве
- в экспозиции музея-панорамы «Сталинградская битва» в Волгограде[19]
- Музея Великой Отечественной войны в Киеве
- Музей Военной Славы в Гомеле
- Киевский мотоциклетный завод, хорошо сохранившийся экземпляр
- в Музее героической обороны и освобождения Севастополя на Сапун-горе в Севастополе (севастопольский экспонат изготовлен в 1943—1950 гг.[20])
- в Музее воинской славы омичей в г. Омске
- в музее военной техники в г. Верхняя Пышма (Свердловская область)
- В Бресте, Беларусь, мемориал «Брестская крепость»
- Беларусь, мемориальный комплекс «Курган Славы»
- Беларусь, историко-культурный комплекс «Линия Сталина»
- В г. Костополь (Ровенская обл.)
- В Казанском Парке Победы
- ИСУ-152М можно было увидеть в Нахабино на полигоне СПУР, в плохом состоянии (фактически корпус и разукомплектованный двигатель), в настоящее время вывезена в неизвестном направлении
- в г. Пермь, на постаменте у сборного пункта Пермского военного комиссариата по Пермскому краю (ул. Докучаева, 46), Музей ОАО «Мотовилихинские заводы»
- посёлок Прохоровка, Белгородской области, музей-заповедник «Прохоровское поле», включающий в себя мемориал и места, где проходили основные события Прохоровского танкового сражения в ходе Курской битвы 1943 года
- В Музее отечественной военной истории в деревне Падиково Московской области
- в г. Брянск на постаменте в сквере у Вечного огня на пересечении улиц Богдана Хмельницкого и Дзержинского
- Выставочный комплекс «Салют, Победа!» в Оренбурге.
- Донской военно-исторический музей в хуторе Недвиговка, находится на заднем дворе музея. Также здесь на постаменте стоит ИСУ-Т.

Самоходки-памятники ИСУ-152 находятся во многих городах СНГ и воинских частях Российской армии:
- на постаменте в городе Староконстантинов Хмельницкой области Украина
- на постаменте в городе Кременчуг Полтавской области
- на постаменте в с. Могилевка, Жмеринский район, Винницкая область, Украина
- на постаменте в городе Новгород-Северский Черниговской области
- на постаменте в пгт. Козелец Черниговской области
- на постаменте в городе Новосибирске на Монументе Славы
- на постаменте в городе Приозерск Ленинградской области в музее Крепость Корела
- на постаменте в городе Пермь, Дзержинский район[источник не указан 4841 день]
- на постаменте на мемориальном комплексе «Курская дуга» в городе Курск
- на постаменте музея-диорамы музея-диорамы «Огненная дуга» в городе Белгород, также ещё один экземпляр сохранился на территории завода «Сокол»
- на постаменте в деревне Сухоноска Ковернинского района Нижегородской области
- в селе Прости Нижнекамского района Республики Татарстан
- в селе Долгодеревенское Сосновского района Челябинской области
- в городе Курчатове, Курской области
- в селе Сосково, Орловской области
- в селе Каменка, Тербунского района Липецкой области.
- в селе Волово, Липецкой области
- на постаменте памятника в честь подвига экипажа Героя Советского Союза Петра Алексеевича Козлова в селе Пухово Лискинского района Воронежской области
- на постаменте в городе Алексеевка Белгородской области
- в р.п. Саргатское Омской области.
- В селе Усть-Ишим Омской области, установлен в 1995 году взамен демонтированному памятнику в честь 350-летия Усть-Ишима[21].
- мемориал на горе Кременец в г. Изюм Харьковской области
- Город Золочев в Харьковской области — памятник солдатам и офицерам 5-й Гвардейской танковой армии генерала Ротмистрова
- Город Екатеринбург, Кировский район, микрорайон МЖК, в одном из дворов
- Город Казань, Парк победы (вместо ИСУ-152 написано СУ-152)
- Город Красноармейск, Московской области, мемориал воинской славы
- Город Рыбинск, Ярославской области, Волжская набережная
- Город Чайковский, площадь Уральских танкистов
- Город Тольятти, Самарской области, парк Победы
- Город Ульяновск, парк Победы
- Город Коростень, Житомирской области
- Город Ирбит, Свердловской области, на постаменте около центра детского творчеств, улица Пролетарская.
- Город Челябинск, ЧТЗ сад Победы. Музей ЧТЗ
- Город Сыктывкар, Школа № 25
- Город Волочиск, Хмельницкой области.
- Город Макушино, Курганской области, Городской сад.
- Город Воронеж, Музей-Диорама.
- Посёлок Сафоново Мурманской области, музей Северного флота
- Посёлок Свенте, (Даугавпилсский край, Латвия). Находится в частном музее
- Город Тамбов — район Пехотка, на постаменте у КПП в/ч 64493
- Город Ямполь, Винницкой области
- Город Тальное, Черкасской области, Украина
- Город Ровно, Украина, на Холме Славы
- Город Луцк, Украина, Музей военной техники
- Село Хащевато, Кировоградской области, Украина (Автодорога Т 0207[укр.])
- Поселок Куеда, Пермский край, Россия — «ИСУ-152 Установлена в честь семейного экипажа братьев Кочевых: Григория, Алексея, Василия, Ивана, отдавших свою жизнь за наше счастье»[22].
- Горишние Плавни, Полтавская область, Украина
- Город Чусовой, Пермский край, на улице Мира
- Поселок Юбилейный, Пермского края
- пгт Курагино, Красноярский край

Вне стран бывшего СССР ИСУ-152 представлена в музеях Польши, Финляндии и Израиля.
- Музей Израильских танковых войск в Латруне
- пгт. Уланов, Винницкая область, Украина

## Модели ИСУ-152

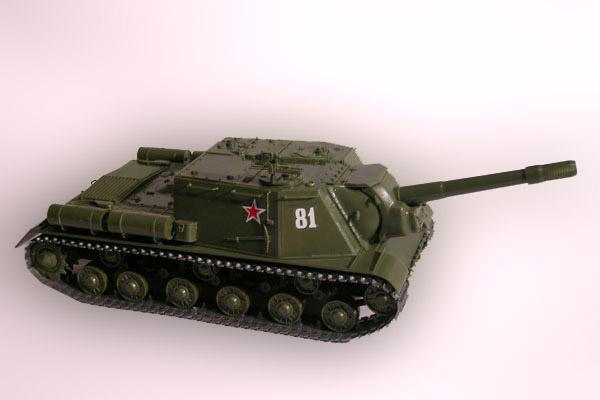
Сборная окрашенная модель САУ ИСУ-152 фирмы «Звезда» в масштабе 1:35

Масштабные копии ИСУ-152 выпускаются рядом фирм-производителей модельной продукции. Однако во многих регионах России практически единственным доступным вариантом является только пластмассовая сборная модель-копия ИСУ-152 фирмы «Звезда» в масштабе 1:35. Модель ИСУ-152 с литым носом выпускает фирма «Dragon», модель на порядки лучше «Звезды», однако, устарела (выпущена в 90-х годах). Фирма «Tamiya» выпустила модель ИСУ-152 с литым носом, эта модель является лучшей из всех на данный момент. Модель фирмы «Звезда» сделана крайне неточно и требует значительных усилий и затрат по её доведению до копийного состояния. В 2007 г. (№ 77) журнал «М-хобби» опубликовал чертежи ИСУ-152 К авторства Виктора Мальгинова. Чертежи для самостоятельной постройки модели неоднократно публиковались в журнале «Моделист-конструктор».

## Комментарии
1. ↑  Солдатское прозвище танка M4 «Шерман» (от индекса M4).
2. ↑  Атаку вражеских «Пантер» при поддержке автоматчиков.
3. ↑  Английская САУ Bishop имела максимальный угол возвышения своего орудия в 15°, но использовалась только, как самоходная гаубица. Поэтому малый угол возвышения не являлся препятствием для использования САУ и танков для стрельбы с закрытых позиций.
4. ↑  По воспоминаниям Д. Ф. Лозы, ещё в Великую Отечественную войну ИСУ-152 очень серьёзно сдерживали на марше быстроходные «Шерманы».

### Сноски
1. ↑  На максимальном заряде.